# Шаховничар
Шаховничар (лат. Melanargia galathea) врста је лептира из породице шаренаца (лат. Nymphalidae).

## Опис врсте
Боја крила може доста да варира, али се лако распознаје од сродних врста. Има једну генерацију годишње, а одрасле јединке лете од јуна до августа. Врста презимљава у стадијуму гусенице. Оне могу бити зелене или смеђе, каудално су сужене и здепасте. Главена капсула је широка, а на каудалном делу истакнута су и два израштаја помоћу којих гусеница одбацује фекуле (екскрете) даље од себе, како би била што неуочљивија.

## Распрострањење и станиште
У Србији је једна од најчешћих летњих врста лептира и јавља се на свим сувљим травнатим и жбунастим стаништима. Насељава централну и јужну Европу. 

## Биљке хранитељке
Биљке хранитељке су траве.